# Bethaniënhof

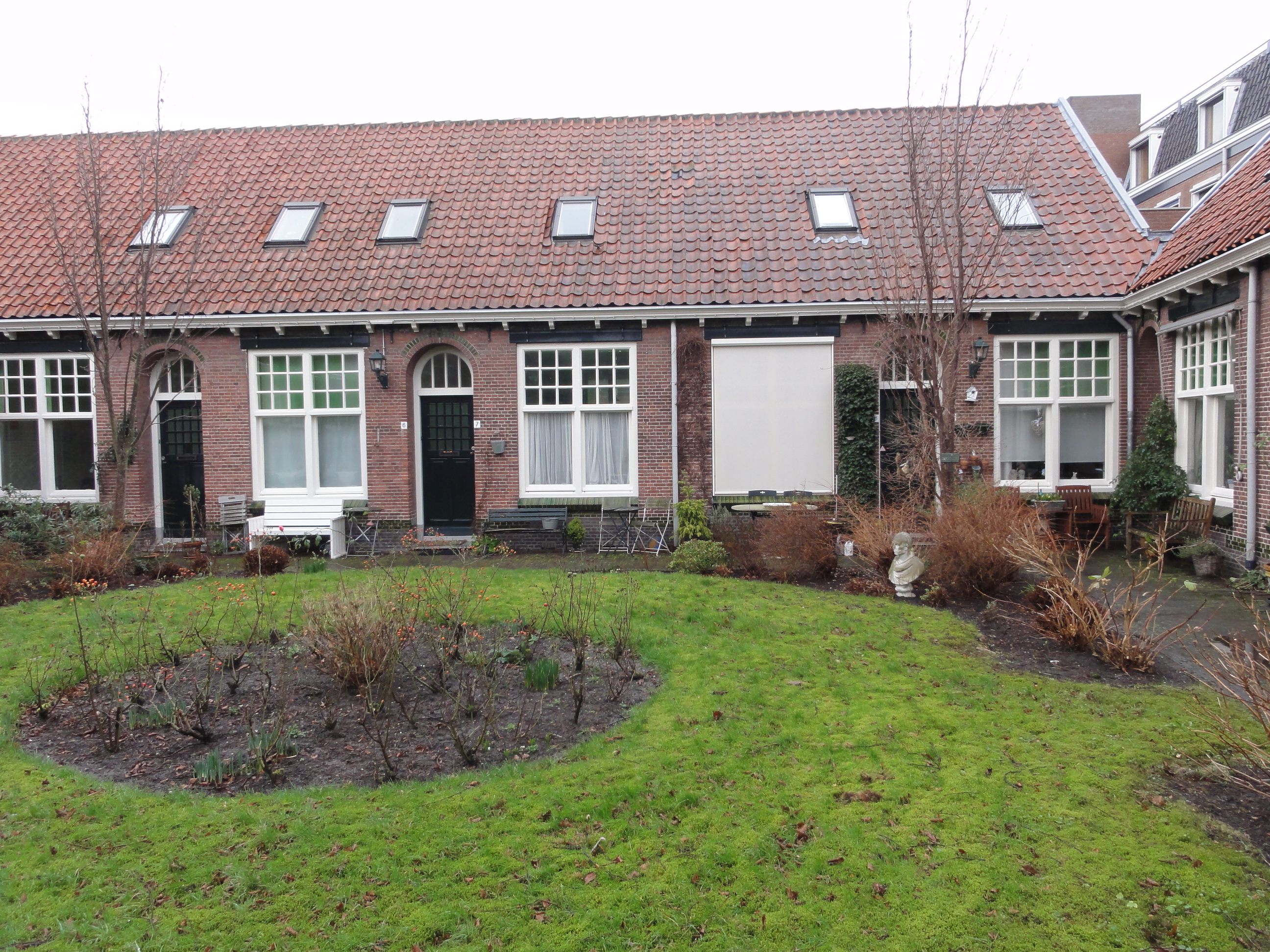
Bethaniënhof

Bethaniënhof is een hofje dat sinds 2 november 1993 aangewezen is als beschermd gemeentelijk monument van het gemeentelijk monumentenregister van Leiden in Nederland.
Het hofje werd gesticht in 1563. Het bestaat uit twaalf woningen gelegen aan de drie zijden van een binnenplaats en twee woningen aan de Zegersteeg. De woningen zijn in 1907 herbouwd.
De ingang van het hofje bevindt zich tussen de panden Kaiserstraat 41 en 45. Een eenvoudig gietijzeren hek, met daarop een naambordje van het hofje, geplaatst op een bakstenen muurtje, verschaft de toegang.
Barend van Namenhof ·
Bethaniënhof ·
Bethlehemshof ·
Brouchovenhof ·
Cathrijn Jacobsdochterhof ·
Cathrijn Maartensdochterhof ·
Coninckshof ·
Eva van Hoogeveenshof ·
François Houttijnshof ·
Groeneveldstichting ·
Groot Sionshof ·
Heiligen Geest- of Cornelis Spronghof ·
Jan de Laterehof ·
Jan Pesijnhof ·
Jean Michelhof ·
Jeruzalemhof ·
Joost Frans van de Lindenhof ·
Juffrouw Maashof ·
Justus Carelhuis ·
Klein Sionshof ·
Meermansburg ·
Mierennesthof ·
Pieter Gerritz. van der Speckhof ·
Pieter Loridanshof ·
Samuel de Zeehof ·
Schachtenhof ·
Sint Anna Aalmoeshuis ·
Sint Annahof of Joostenpoort ·
Sint Elisabethgasthuishof ·
Sint Jacobs- of Crayenboschhof ·
Sint Janshof ·
Sint Salvatorhof ·
Sint Stevenshof ·
Tevelingshof ·
Van Assendelftshof